# Myxilla swartschewskii
Myxilla swartschewskii är en svampdjursart som beskrevs av Burton 1930. Myxilla swartschewskii ingår i släktet Myxilla och familjen Myxillidae.
Artens utbredningsområde är Svarta Havet. Inga underarter finns listade i Catalogue of Life.